# Zona di faglia di Macquarie

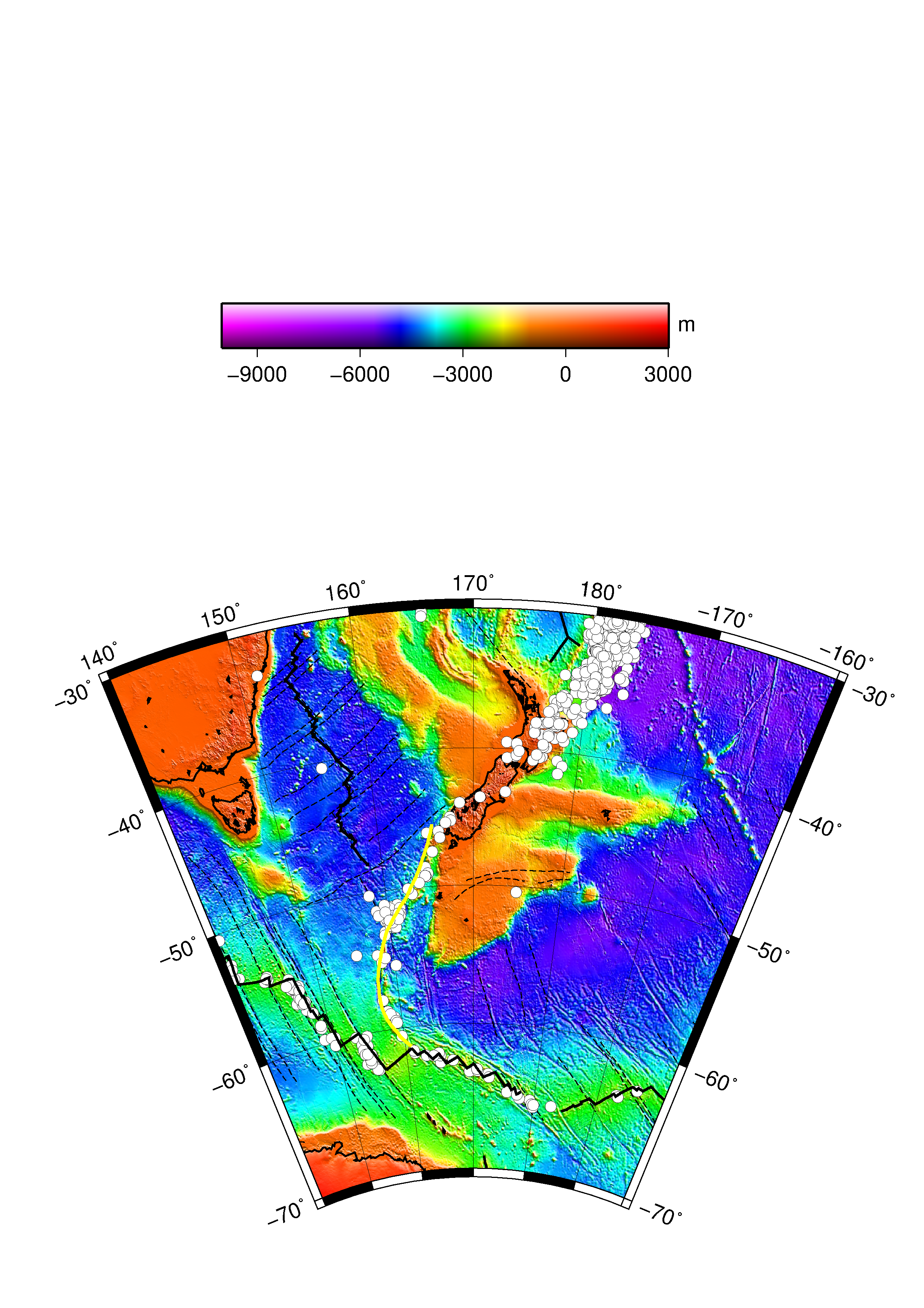
La zona di faglia di Macquarie (linea gialla) e gli epicentri di alcuni dei terremoti registrati nei dintorni della Nuova Zelanda (punti biachi).

La zona di faglia di Macquarie è una grande faglia trasforme a scorrimento laterale destro situata sul fondale della regione meridionale dell'Oceano Pacifico, che si estende dal largo della costa sudoccidentale neozelandese fino alla tripla giunzione di Macquarie. La faglia costituisce parte del margine tra due placche tettoniche, la placca indo-australiana a nord-ovest e la placca pacifica a sud-est.

## Tettonica
La zona di faglia di Macquarie include una componente di convergenza che aumenta man mano che la faglia si avvicina alla costa dell'Isola del Sud della Nuova Zelanda. Molti ricercatori sono d'accordo sul fatto che la zona di faglia sia qui, in realtà, una zona di subduzione in fase di formazione. In corrispondenza dell'area conosciuta come fossa di Puysegur, infatti, sembra che la placca indo-australiana abbia cominciato a scivolare al di sotto della placca pacifica, esattamente il contrario di quanto sta avvenendo al largo della costa dell'Isola del Nord, nella zona di subduzione delle Kermadec-Tonga.
Una formazione di particolare rilievo che corre lungo la zona di faglia di Macquarie è la dorsale di Macquarie. La dorsale, così chiamata nel più ampio senso di catena montuosa e non di margine divergente, è la diretta dimostrazione sia della differenza tra le relative altezze delle due placche confinanti sia della componente di compressione tra di esse. L'omonima isola Macquarie, così chiamata in onore di Lachlan Macquarie, non è altro la cima più alta di uno dei segmenti della dorsale di Macquarie.
La faglia Alpina, una faglia a scorrimento laterale destro che corre attraverso l'intera Isola del Sud, è ritenuta essere il prolungamento settentrionale, a partire dal largo della costa sudoccidentale dell'isola, della zona di faglia di Macquarie.